# Joel Berghult
Joel Berghult, noto anche con lo pseudonimo di RoomieOfficial o Lil Pitchy (Göteborg, 8 aprile 1988), è un cantante e youtuber svedese.

## Vita privata
Berghult è nato e cresciuto a Göteborg, in Svezia. Anche suo padre, Bosse Berghult, è un musicista ed ha avvicinato il figlio al mondo musicale fornendogli strumenti e software di produzione musicale.
Berghult si è laureato nel 2014 alla Musikmakarna, dove ha studiato composizione musicale e produzione musicale. Berghult si è trasferito nel Regno Unito nel 2015.

## Carriera
Berghult ha aperto il suo canale YouTube nel 2010. Nel 2014, è salito alla ribalta caricando una serie di video reazioni ai cantanti celebrità. Uno dei primi dal quale ottenne successo è intitolato One Guy, 14 Voices (tradotto: un ragazzo, 14 voci), che divenne uno dei primi di molti video virali di Berghult. L'anno successivo Berghult ha pubblicato un seguito One Guy, 15 Voices (tradotto: un ragazzo, 15 voci) nell'agosto 2015. Successivamente è stato invitato a esibirsi al Nyhetsmorgon nel settembre 2015, seguito da Good Morning America nell'ottobre. La più recente della serie, pubblicata nel 2017 è One Guy, 43 Voices (with music) (tradotto: un ragazzo, 43 voci, con musica) che ha oltre 91 milioni di visualizzazioni ed è il video più visto di Berghult in data Dicembre 2020  .
Nel 2014, Berghult ha iniziato a pubblicare musica con il collega YouTuber svedese PewDiePie (anch'egli di Gothenburg ). Il singolo His Name is Pewdiepie è stato pubblicato nel 2014 ed è stato realizzato utilizzando campioni della voce di PewDiePie; più tardi nello stesso anno, viene rilasciato il singolo Fabulous, seguito da Brofist nel 2016. Nel 2019, Berghult ha nuovamente collaborato con PewDiePie e Boyinaband per la canzone  Congratulations . La canzone ha raggiunto la prima posizione nella classifica US Comedy Digital Track Sales pubblicata da Billboard .
All'inizio del 2020, Berghult ha iniziato a caricare video ogni giorno sul suo canale, con una maggiore enfasi sui commenti riguardanti la musica, su Reddit e su altri video creati dai fan e sulle covers realizzate dai fan. Tuttavia, l'11 giugno 2020, Berghult ha annunciato una pausa dalla creazione di video, affermando che i caricamenti giornalieri erano stancanti e gli impedivano di produrre progetti più grandi e che sarebbe tornato a cinque video a settimana al suo ritorno. Il 20 luglio 2020, mentre era ancora in pausa, Berghult ha pubblicato un singolo album Livin' for That su Spotify sotto la direzione di Lil Pitchy. L'album è composto dalla canzone Livin' for That, più le sue versioni strumentali e a cappella.
Dopo 40 giorni di pausa, è tornato su YouTube con un video commento a  One Guy, 17 Voices, pochi giorni prima del suo decimo anniversario.

## Discografia

### Album solisti
- 2016 - Short and Stupid

### Singoli
- 2011 - Bed Intruder Song (Rock Version)
- 2014 - Fabulous (feat. PewDiePie)
- 2014 - His Name Is Pewdiepie (feat. PewDiePie)
- 2014 - Numb
- 2014 - Won't Back Down
- 2015 - Long Distance Love
- 2016 - Brofist (feat. PewDiePie)
- 2017 - Zelda
- 2017 - Lost It All (feat. Custom Phase)
- 2018 - Own You
- 2020 - Roxanne / Roxanne – mashup di Roxanne degli Arizona Zervas e del brano omonimo dei Police
- 2020 - Slideshow
- 2020 - Livin' for That (come Lil Pitchy)
- 2021 - Worth It

### Collaborazioni
- 2014 - Roomie & Friends: Covers Vol. 1 – Roomie & Friends
- 2014 - How to Get a Number One Song – Boyinaband (feat. Roomie)
- 2018 - Circle of Death (Pubg Song) – Dan Bull, Roomie, & The Living Tombstone
- 2018 - Pizza Love – The Gregory Brothers (feat. Roomie)
- 2019 - Congratulations – Roomie, PewDiePie, & Boyinaband
- 2020 - Good Person – Roomie & TheOdd1sOut